# 平川橋
平川橋（ひらかわばし）は皇居北側の内濠に架かり、東京都千代田区一ツ橋一丁目から皇居東御苑に渡る木橋である。平川は神田川下流部の古い名で、日比谷入江に合流していた。流路はのちに東回りに変更され日本橋川や外濠川となった。平川の跡は大手濠などになっている。

## 歴史
徳川家康が江戸に入る前はこの付近は上平川村、下平川村などの集落があり、平川という河川に粗末な門がある程度であった。初代の橋が架けられたのは1614年（慶長19年）。1635年（寛永12年）、枡形櫓門と番所が構築された。この櫓門と高麗門、平川橋を含めた一式を平川門といい、竹橋から侵入する敵を撃退する目的があった。平川門は、当時は江戸城三の丸の正門で、徳川御三卿の田安・一橋・清水の各徳川家の登城口であった。奥女中の通用門として「お局御門」、死者や罪人をここから運び出したことから「不浄門」の異名を持つ。

## 現橋
数度の改修ののち1988年（昭和63年）3月31日に現在の橋に架け替えられた。現橋は台湾産ヒノキ材が使われ、橋脚と橋台は石造り、脚桁には鉄骨が使われている。親柱の擬宝珠には、寛永や慶長などの銘が彫られている。濠は平川橋を境に西側は平川濠、東側は大手濠と呼ばれ、水は平川濠から大手濠に向けて流れる。現在皇居東御苑は一般公開され（開苑日は皇居東御苑#アクセスなど参照）、本橋は東京メトロ東西線竹橋駅からの最寄りの入口となる。